# Echium flavum
Echium flavum är en strävbladig växtart. Echium flavum ingår i släktet snokörter, och familjen strävbladiga växter.

## Underarter
Arten delas in i följande underarter:
- E. f. flavum
- E. f. saetabense

## Bildgalleri

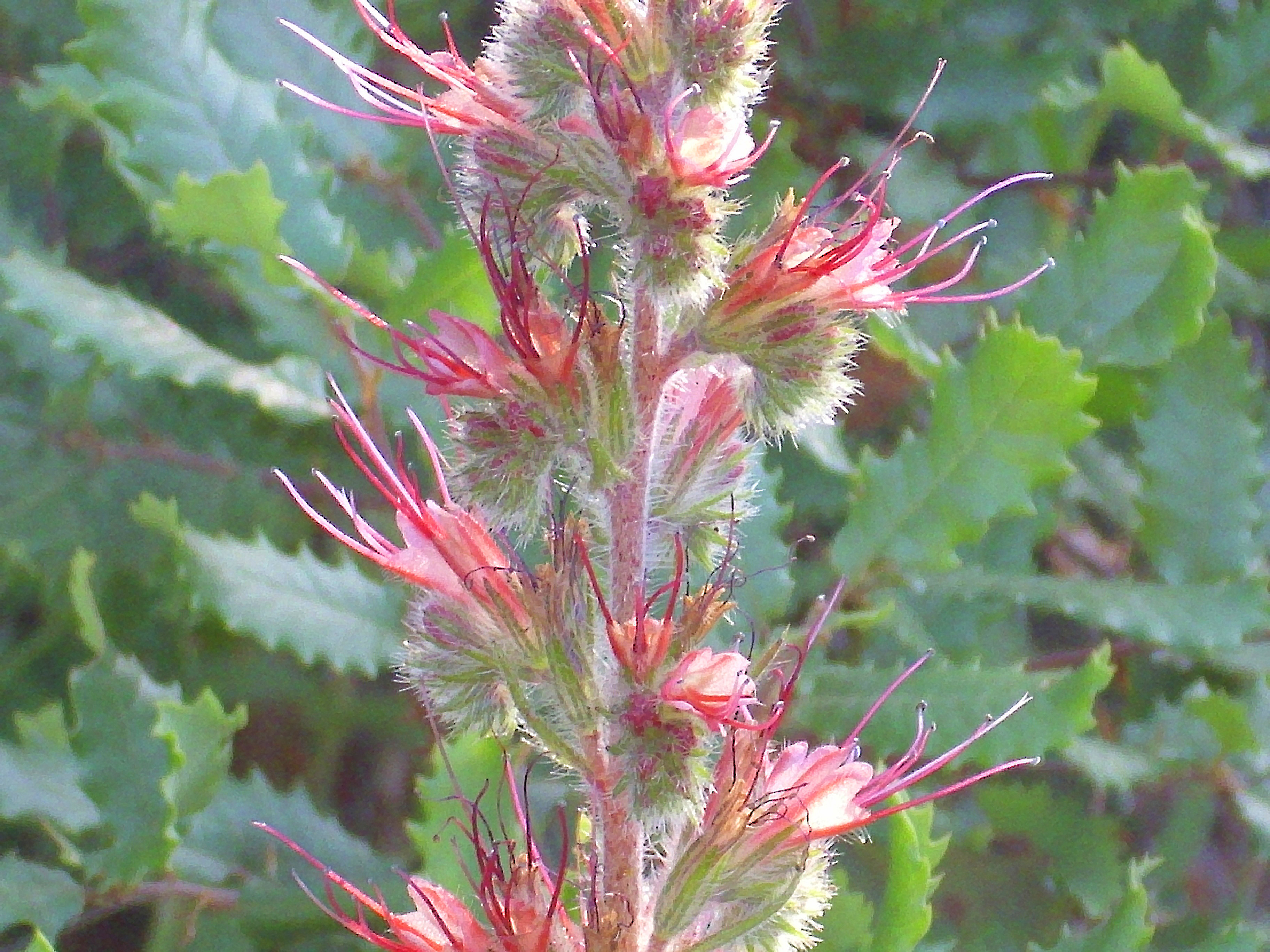
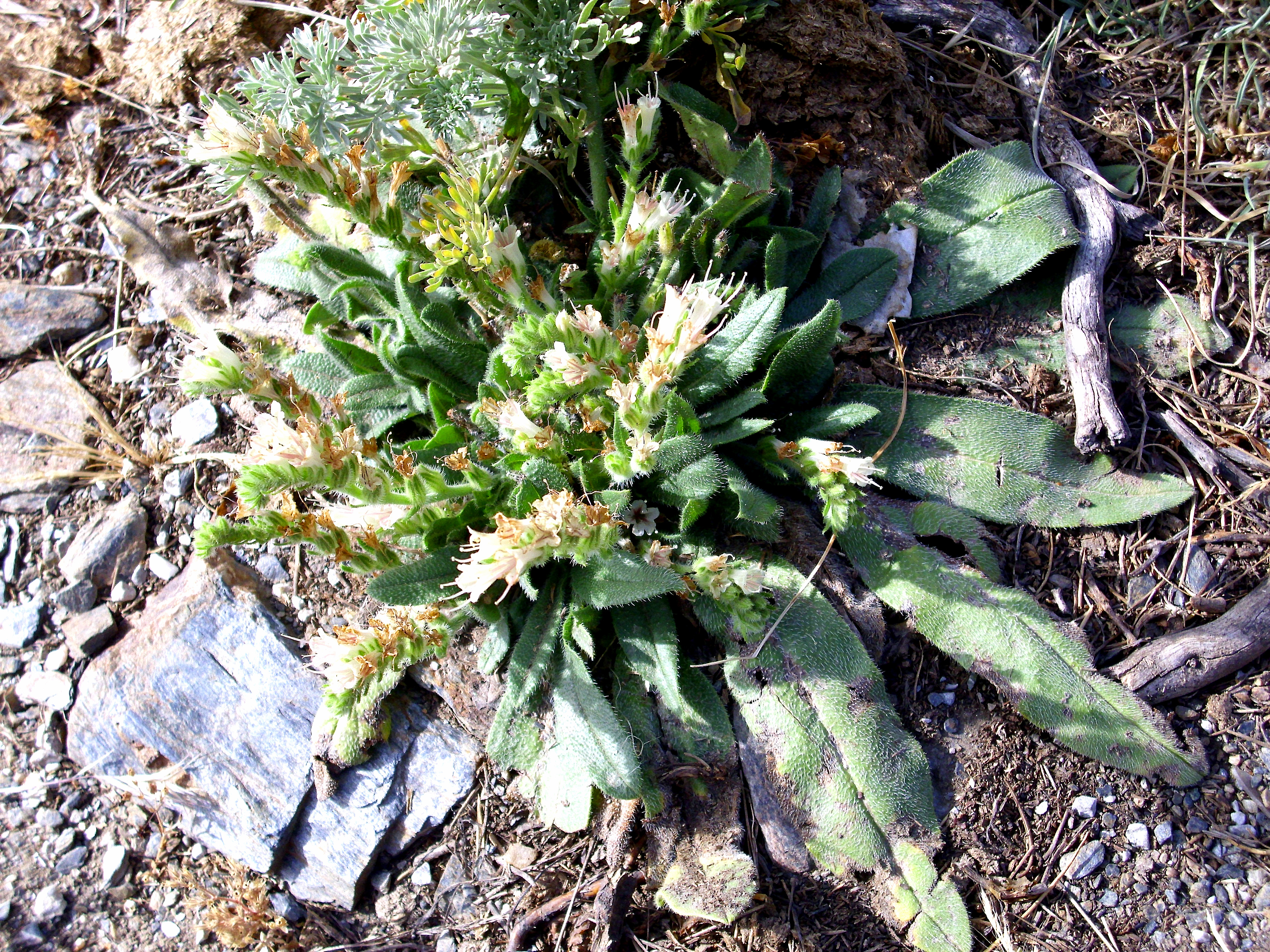
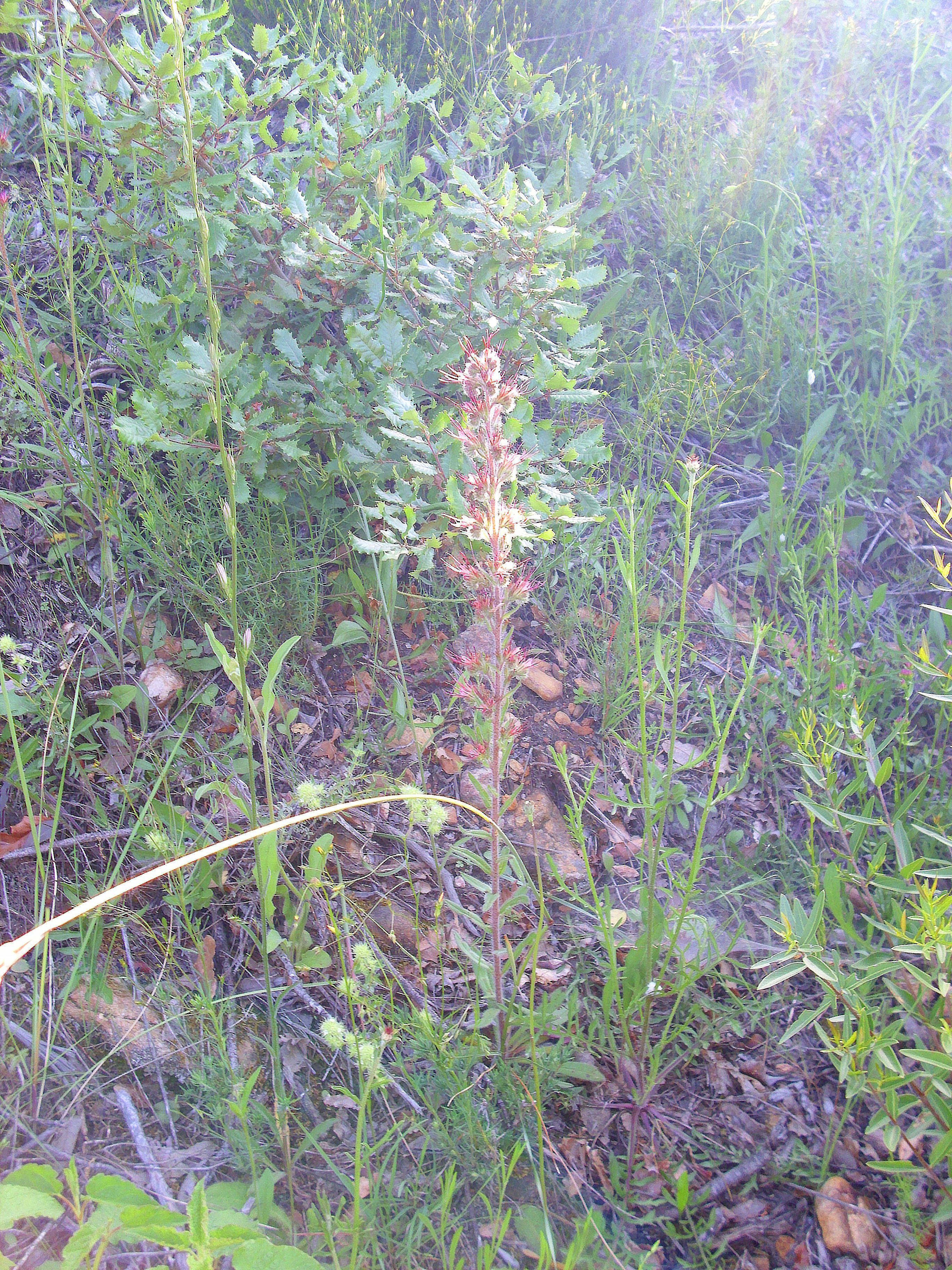